# Gymnura zonura
La raya mariposa de cola (nombre científico: Gimnura zonura) es una especie de raya mariposa de la familia Gymnuridae, una familia de condrictiosbatoideos de la orden de los miliobatiformes. Se puede encontrar en India, Indonesia, Singapur y Tailandia. Su hábitat natural son los mares abiertos, mares poco profundos, lechos acuáticos submareales y aguas estuarinas.